# Saint-Loup-de-Naud
Saint-Loup-de-Naud és un municipi francès, situat al departament de Sena i Marne i a la regió de Illa de França. L'any 2007 tenia 886 habitants.
Forma part del cantó de Provins, del districte de Provins i de la Comunitat de comunes del Provinois.

## Demografia

### Població
El 2007 la població de fet de Saint-Loup-de-Naud era de 886 persones. Hi havia 336 famílies, de les quals 88 eren unipersonals (24 homes vivint sols i 64 dones vivint soles), 88 parelles sense fills, 144 parelles amb fills i 16 famílies monoparentals amb fills.
La població ha evolucionat segons el següent gràfic:
Habitants censats

### Habitatges
El 2007 hi havia 393 habitatges, 346 eren l'habitatge principal de la família, 31 eren segones residències i 16 estaven desocupats. 380 eren cases i 10 eren apartaments. Dels 346 habitatges principals, 275 estaven ocupats pels seus propietaris, 63 estaven llogats i ocupats pels llogaters i 8 estaven cedits a títol gratuït; 1 tenia una cambra, 14 en tenien dues, 68 en tenien tres, 91 en tenien quatre i 172 en tenien cinc o més. 281 habitatges disposaven pel capbaix d'una plaça de pàrquing. A 147 habitatges hi havia un automòbil i a 171 n'hi havia dos o més.

### Piràmide de població
La piràmide de població per edats i sexe el 2009 era:
| Homes | Edats   | Dones |
| ----- | ------- | ----- |
| 0     | 95 o +  | 4     |
| 0     | 90 a 94 | 0     |
| 4     | 85 a 89 | 4     |
| 4     | 80 a 84 | 12    |
| 8     | 75 a 79 | 16    |
| 12    | 70 a 74 | 28    |
| 8     | 65 a 69 | 12    |
| 24    | 60 a 64 | 4     |
| 28    | 55 a 59 | 16    |
| 36    | 50 a 54 | 36    |
| 36    | 45 a 49 | 40    |
| 36    | 40 a 44 | 24    |
| 48    | 35 a 39 | 48    |
| 24    | 30 a 34 | 36    |
| 20    | 25 a 29 | 28    |
| 16    | 20 a 24 | 12    |
| 44    | 15 a 19 | 20    |
| 36    | 10 a 14 | 28    |
| 44    | 5 a 9   | 32    |
| 28    | 0 a 4   | 24    |

## Economia
El 2007 la població en edat de treballar era de 588 persones, 434 eren actives i 154 eren inactives. De les 434 persones actives 397 estaven ocupades (214 homes i 183 dones) i 37 estaven aturades (19 homes i 18 dones). De les 154 persones inactives 57 estaven jubilades, 58 estaven estudiant i 39 estaven classificades com a «altres inactius».

### Ingressos
El 2009 a Saint-Loup-de-Naud hi havia 346 unitats fiscals que integraven 889 persones, la mediana anual d'ingressos fiscals per persona era de 19.036 €.

### Activitats econòmiques
Dels 16 establiments que hi havia el 2007, 1 era d'una empresa extractiva, 1 d'una empresa de fabricació de material elèctric, 3 d'empreses de construcció, 3 d'empreses de comerç i reparació d'automòbils, 1 d'una empresa de transport, 2 d'empreses immobiliàries, 1 d'una empresa de serveis, 1 d'una entitat de l'administració pública i 3 d'empreses classificades com a «altres activitats de serveis».
Dels 3 establiments de servei als particulars que hi havia el 2009, 2 eren paletes i 1 agència immobiliària.
L'any 2000 a Saint-Loup-de-Naud hi havia 5 explotacions agrícoles que ocupaven un total de 620 hectàrees.

## Equipaments sanitaris i escolars
El 2009 hi havia una escola elemental.

## Poblacions més properes
El següent diagrama mostra les poblacions més properes.